# 查尔斯／麻省总医院站
查尔斯/麻省总医院站（英語：Charles/MGH station）是波士顿地鐵红线上的高架车站，车站位于朗费罗桥南端，查尔斯环岛正上方。
查尔斯/麻省总医院站没有任何公交车换乘，2007年车站重建后成为无障碍车站。

## 历史

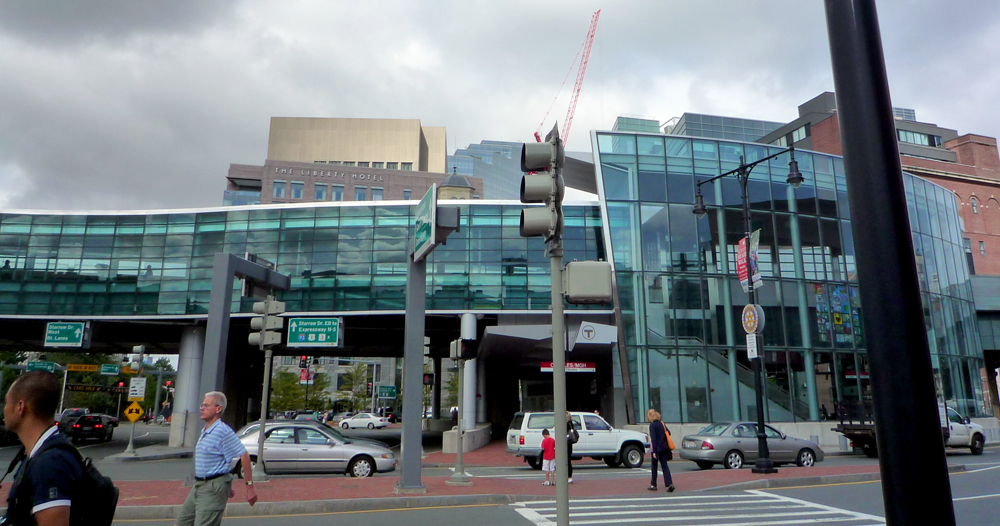
全新的玻璃车站于2007年正式启用

1912年剑桥地铁开通，列车往返于公园街和哈佛广场。同年，莱希米尔延长线通车，博伊尔斯顿街地铁通车。由于此地位于波士顿市中心边界，最初的剑桥街地铁在此处并没有设置车站。尽管地铁蓝线于1916年延长至保丁站，波士顿波士顿西端还是没有多少公共交通。1932年2月27日，剑桥地铁在此处新增停靠车站，命名为查尔斯站。原本计划在车站上建一座14层艺术大楼，但是由于大萧条经济不景气的影响，最终只建造的车站。
最初乘客可以通过环岛下方的人行隧道到达车站，1961年新建的人行天桥取代了隧道。:14 1973年12月，车站为附近的麻省总医院重命名为查尔斯/麻省总医院站。1982年，为适配1988年的红线列车升级项目，车站站台延长37米。
2007年2月17日，在原车站东部半个街区远处，全新的玻璃车站大厅建成。全新的车站大厅内有自动扶梯、电梯及检票售票区。人行天桥重建过程中被拆除。

### 规划中与蓝线换乘
马萨诸塞湾交通局计划在此站将地铁红线和蓝线连接在一起，为查尔斯/麻省总医院站新建地下站台，并将蓝线延长至此。目前红线和蓝线之间不能直接换乘，上下班高峰期大量换乘乘客使绿线超载。为回应2008年9月的诉讼，州立法同意全力投入项目的设计，但不再受早先承诺建设项目的约束。截至2015年，该项目没有进一步进展。

## 车站结构
波士顿轨道交通系统中仅剩几座车站是高架车站，除了查尔斯/麻省总医院站以外，比奇蒙特站、科学公园站、莫尔登中心站、沃拉斯顿站和菲尔兹角站均为高架车站。作为波士顿轻轨绿线延长线工程的一部分，新的莱希米尔站也将是高架车站。波士顿曾经有数条高架捷运线，然而随着时间的流逝和城市的发展，大西洋大道高架、查尔斯顿高架、华盛顿街高架和科斯威街高架均被拆除，替换成了地面轨道或者地铁隧道。
| 1F | 侧式站台，右侧开门 | 侧式站台，右侧开门                |
| 1F | 出城               | 往灰西鲱 （肯德尔／麻省理工学院） |
| 1F | 入城               | 往阿什蒙特或布伦特里 （公园街）   |
| 1F | 侧式站台，右侧开门 |                                   |
| G  | 地面               | 出入口、检票区                    |